# طلب مسبق
الطلب المسبق هو طلب إحدى السلع التي لم يتم طرحها بعد. نبعت فكرة الطلب المسبق عندما وجد الناس صعوبة في الحصول على السلع الرائجة من المتاجر نظرًا للإقبال الكبير عليها. ومن هنا ابتكرت الشركات فكرة تتيح للناس أن يحجزوا نسختهم الشخصية من المنتج قبل طرحه، الأمر الذي حقق نجاحًا باهرًا. ويتيح الطلب المسبق للعملاء ضمان التسليم الفوري عند طرح السلعة، وهذا يُمكِّن المصنع من حساب كمية الطلب، وبالتالي حجم الإنتاج الأولي الذي ينبغي طرحه، فضلاً عن ضمان الحد الأدنى من المبيعات للباعة. بالإضافة إلى ذلك، من الممكن استخدام معدلات الطلب المسبق لزيادة شهرة المنتج وتحقيق نسب أعلى من المبيعات.
من المنتجات التي حققت أعلى نسب حجز مسبق نظام التشغيل الذي أصدرته مايكروسوفت باسم ويندوز 7 في أكتوبر 2011، ويليه أفاتار (فيلم 2009) إصدار دي في دي بلو راي أبريل 2010 وإصدار المجمع لنوفمبر 2010 (2010 Collectors) الذي حقق مبيعات مرتفعة، فضلاً عن قصة هاري بوتر ومقدسات الموت: هاري بوتر ومقدسات الموت – الجزء 1 وهاري بوتر ومقدسات الموت – الجزء 2 ممثلاً في إصدار بلو راي ودي في دي الجزء 2، والذي حقق أعلى نسب مبيعات من خلال الطلب المسبق.

## حوافز الطلب المسبق
حافز الطلب المسبق، ويُعرف أيضًا باسم مكافأة الطلب المسبق، وهو نهج من مناهج التسويق، حيث يقوم القائم على البيع القطاعي أو التصنيع/النشر لمنتج ما (عادة يكون كتابًا أو لعبة فيديو) بتشجيع المشترين على حجز نسخة من المنتج في المتجر قبل طرحه.
وتتنوع أسباب استخدام هذا النهج تنوعًا كبيرًا؛ حيث يرغب الناشرون عادة في ضمان تحقيق نسب مبيعات أولية قوية للمنتج، ولذلك يُستخدم الحافز المقدم لتشجيع التجار (الذين قد ينتظرون الآراء الإيجابية أو إحدى فترات التسوق المميزة مثل موسم العطلات) على الالتزام بالشراء. وإذا كان المستهلكون قد دفعوا جزءًا من ثمن الشراء أو دفعوه كله عند طلب المنتج، فهم عادة يكملون المعاملة بعد طرح المنتج، وغالبًا في الأيام الأولى لطرحه في المتاجر. كما قد تقدم المتاجر الفردية أو سلاسل متاجر التجزئة هدايا على المنتجات المتوقع رواجها، للتأكد من أن العميل سوف يفضل الشراء من هذا المكان دون اللجوء إلى منافسه.
وقد تكون هدايا الطلب المسبق بسيطة مثل الخصم على أسعار شراء السلع أو غيرها من المشتريات ذات الصلة (إحدى إستراتيجيات التسويق الأخرى)، أو أنها قد تتكون من السلعة الفعلية أو مجموعة من السلع. وهذه السلع قد تكون ذات صلة بالمشتريات أو السلع الحصرية التي لا تتوفر سوى من خلال برنامج الطلب المسبق.